# AFC Futsal Championship 2000
Il secondo Asian Futsal Championship, disputato nel 2000 a Bangkok in Thailandia al Nimibutr Gymnasium Hall dal 5 maggio al 12 maggio, viene considerato il secondo campionato continentale asiatico per formazioni nazionali di calcio a 5, il campionato ebbe validità anche ai fini della qualificazione al FIFA Futsal World Championship in programma in Guatemala nello stesso anno: ledue finaliste e la vincitrice della finale per il 3º e 4º posto ottennero l'accesso ai mondiali.
Al torneo presero parte nove nazionali asiatiche, tra cui l'Iran che ribadì la propria egemonia sul continente asiatico, la formazione mediorientale concluse con sei vittorie in altrettanti incontri, 56 reti fatte e 10 subite. Assieme all'Iran, si qualificarono ai mondiali del 2000 anche la finalista Kazakistan e la terza classificata Thailandia.

## Girone A
| Bangkok 5 maggio 2000 | Giappone | 4 – 2 | Uzbekistan | Nimibutr Gymnasium Hall |

| Bangkok 5 maggio 2000 | Iran | 22 – 0 | Macao | Nimibutr Gymnasium Hall |

| Bangkok 6 maggio 2000 | Iran | 6 – 2 | Giappone | Nimibutr Gymnasium Hall |

| Bangkok 6 maggio 2000 | Kirghizistan | 6 – 3 | Macao | Nimibutr Gymnasium Hall |

| Bangkok 7 maggio 2000 | Macao | 1 – 12 | Giappone | Nimibutr Gymnasium Hall |

| Bangkok 7 maggio 2000 | Uzbekistan | 15 – 6 | Kirghizistan | Nimibutr Gymnasium Hall |

| Bangkok 8 maggio 2000 | Uzbekistan | 4 – 6 | Iran | Nimibutr Gymnasium Hall |

| Bangkok 8 maggio 2000 | Kirghizistan | 0 – 6 | Giappone | Nimibutr Gymnasium Hall |

| Bangkok 9 maggio 2000 | Macao | 1 – 5 | Uzbekistan | Nimibutr Gymnasium Hall |

| Bangkok 9 maggio 2000 | Iran | 10 – 1 | Kirghizistan | Nimibutr Gymnasium Hall |

| Classifica finale | Pt | G | V | N | P | GF | GS | DR  |
| ----------------- | -- | - | - | - | - | -- | -- | --- |
| Iran              | 12 | 4 | 4 | 0 | 0 | 44 | 7  | 37  |
| Giappone          | 9  | 4 | 3 | 0 | 1 | 24 | 9  | +15 |
| Uzbekistan        | 6  | 4 | 2 | 0 | 2 | 26 | 17 | +9  |
| Kirghizistan      | 3  | 4 | 1 | 0 | 3 | 13 | 34 | -21 |
| Macao             | 0  | 4 | 0 | 0 | 4 | 5  | 45 | -40 |

## Girone B
| Bangkok 5 maggio 2000 | Corea del Sud | 3 – 3 | Kazakistan | Nimibutr Gymnasium Hall |

| Bangkok 6 maggio 2000 | Singapore | 3 – 11 | Corea del Sud | Nimibutr Gymnasium Hall |

| Bangkok 7 maggio 2000 | Kazakistan | 4 – 3 | Thailandia | Nimibutr Gymnasium Hall |

| Bangkok 8 maggio 2000 | Kazakistan | 19 – 0 | Singapore | Nimibutr Gymnasium Hall |

| Bangkok 8 maggio 2000 | Thailandia | 8 – 4 | Corea del Sud | Nimibutr Gymnasium Hall |

| Bangkok 8 maggio 2000 | Singapore | 1 – 8 | Thailandia | Nimibutr Gymnasium Hall |

| Classifica finale | Pt | G | V | N | P | GF | GS | DR  |
| ----------------- | -- | - | - | - | - | -- | -- | --- |
| Kazakistan        | 7  | 3 | 2 | 1 | 0 | 26 | 6  | +20 |
| Thailandia        | 6  | 3 | 2 | 0 | 1 | 19 | 9  | +10 |
| Corea del Sud     | 4  | 3 | 1 | 1 | 1 | 18 | 14 | +4  |
| Singapore         | 0  | 3 | 0 | 0 | 3 | 4  | 38 | -34 |

## Semifinali
| Bangkok 11 maggio 2000 | Iran | 8 – 2 | Thailandia | Nimibutr Gymnasium Hall |

| Bangkok 11 maggio 2000 | Kazakistan | 9 – 6 | Giappone | Nimibutr Gymnasium Hall |

## Finale 3º-4º posto
| Bangkok 12 maggio 2000 | Thailandia | 8 – 6 | Giappone | Nimibutr Gymnasium Hall |

## Finale
| Bangkok 12 maggio 2000 | Iran | 4 – 1 | Kazakistan | Nimibutr Gymnasium Hall |

| Qualificate al mondiale | Iran | Kazakistan | Thailandia |
| ----------------------- | ---- | ---------- | ---------- |